# Jackson Lake
Der Jackson Lake ist mit einer Fläche von 103,4 km² der größte See innerhalb des Grand-Teton-Nationalparks im Westen des US-Bundesstaates Wyoming. Er liegt auf einer Höhe von 2063 m am Fuße der westlich vom See aufragenden Teton Range im nördlichen Teil von Jackson Hole. Der natürliche See wurde 1911 durch den Bau des „Jackson Lake Dam“ (⊙) im Rahmen des Minidoka-Projekts vergrößert.

## Lage
Der See ist durch große Gletscher aus der benachbarten Teton Range im Westen und dem Yellowstone Plateau im Norden entstanden. Westlich des Sees ragen die hohen Gipfel der nördlichen Teton Range bis zu 1600 m über den See. Zusammen mit den tief eingeschnittenen Schluchten bilden sie eine spektakuläre Bergkulisse. 
Südlich des Jackson Lake liegen mit Leigh Lake, String Lake und Jenny Lake weitere beliebte Seen im Nationalpark. Der See wird vom Snake River durchflossen, der von Norden in den See mündet und ihn am Jackson Lake Dam verlässt. Der Jackson Lake ist einer der größten Gebirgsseen der Vereinigten Staaten. Der See ist bis zu 25 km lang, 11,25 km breit und 134 m tief, das Wasser des Sees liegt im Durchschnitt unter 16 °C, auch im Sommer. Bewohnt wird der See von Bachforellen, Amerikanischen Seesaiblingen, Hechten und Lachsen. Im See liegen mehr als 15 zumeist sehr kleine Inseln, unter anderem Elk Island, Donoho Point und Badger Island.
Wenige Kilometer nördlich des Jackson Lake schließt der John D. Rockefeller, Jr. Memorial Parkway an, der den Grand-Teton-Nationalpark mit dem Yellowstone-Nationalpark verbindet. Der von dort kommende U.S. Highway 191 führt am Ufer des Sees entlang und bietet Zugang zum Bootfahren und Angeln. Es gibt mehrere Yachthäfen und Lodges entlang der Ostküste des Jackson Lake, beispielsweise Leeks Marina, Colter Bay Village oder Signal Mountain Lodge. Das westliche Ufer des Jackson Lake ist nicht erschlossen und nur über längere Wanderwege erreichbar.
Der See ist benannt nach David E. Jackson, einem Trapper der 1820er-Jahre, der mehrfach im Tal um den See überwintert hat.

## Jackson Lake Lodge
Nahe Moran befindet sich die Jackson Lake Lodge, in der seit 1982 eine jährliche Tagung der Präsidenten der Zentralbanken aus aller Welt stattfindet. Die 1955 gebaute Lodge ist seit 2003 ein National Historic Landmark (NHL) und ist Teil des National Register of Historic Places.

## Bilder

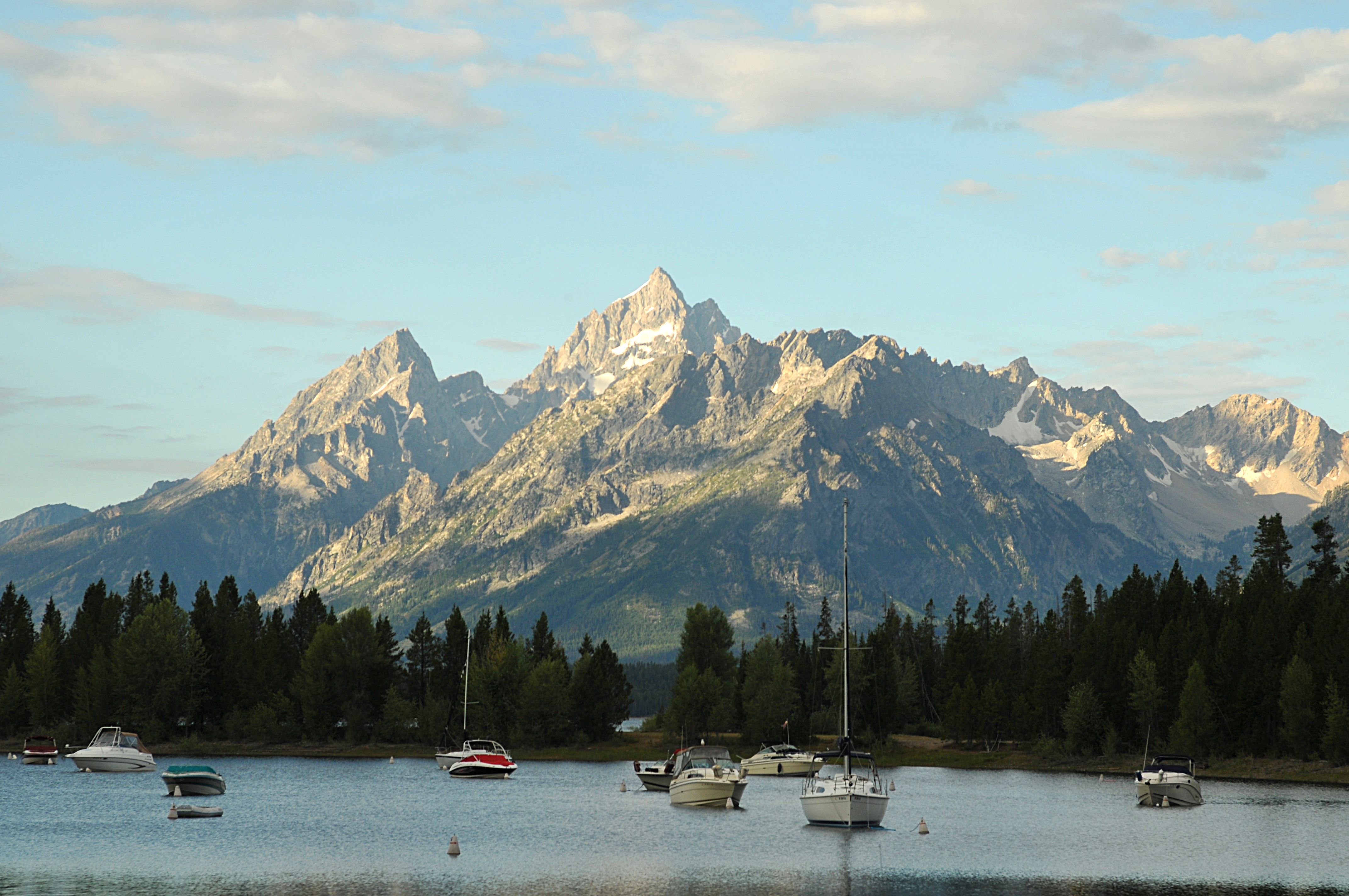
Jackson Lake von Colter Bay Village
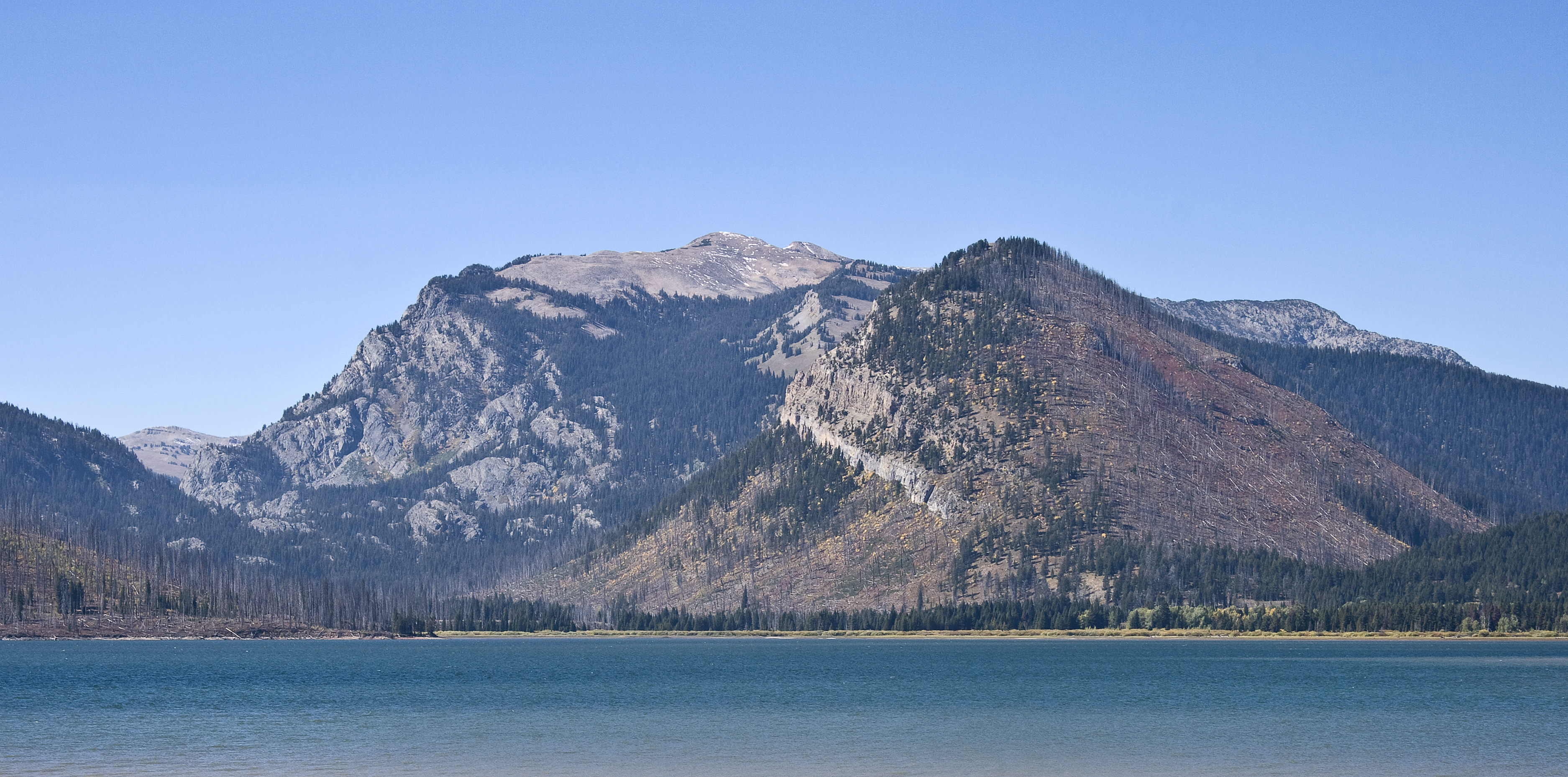
Blick vom Jackson Lake auf Owl Peak und Elk Mountain
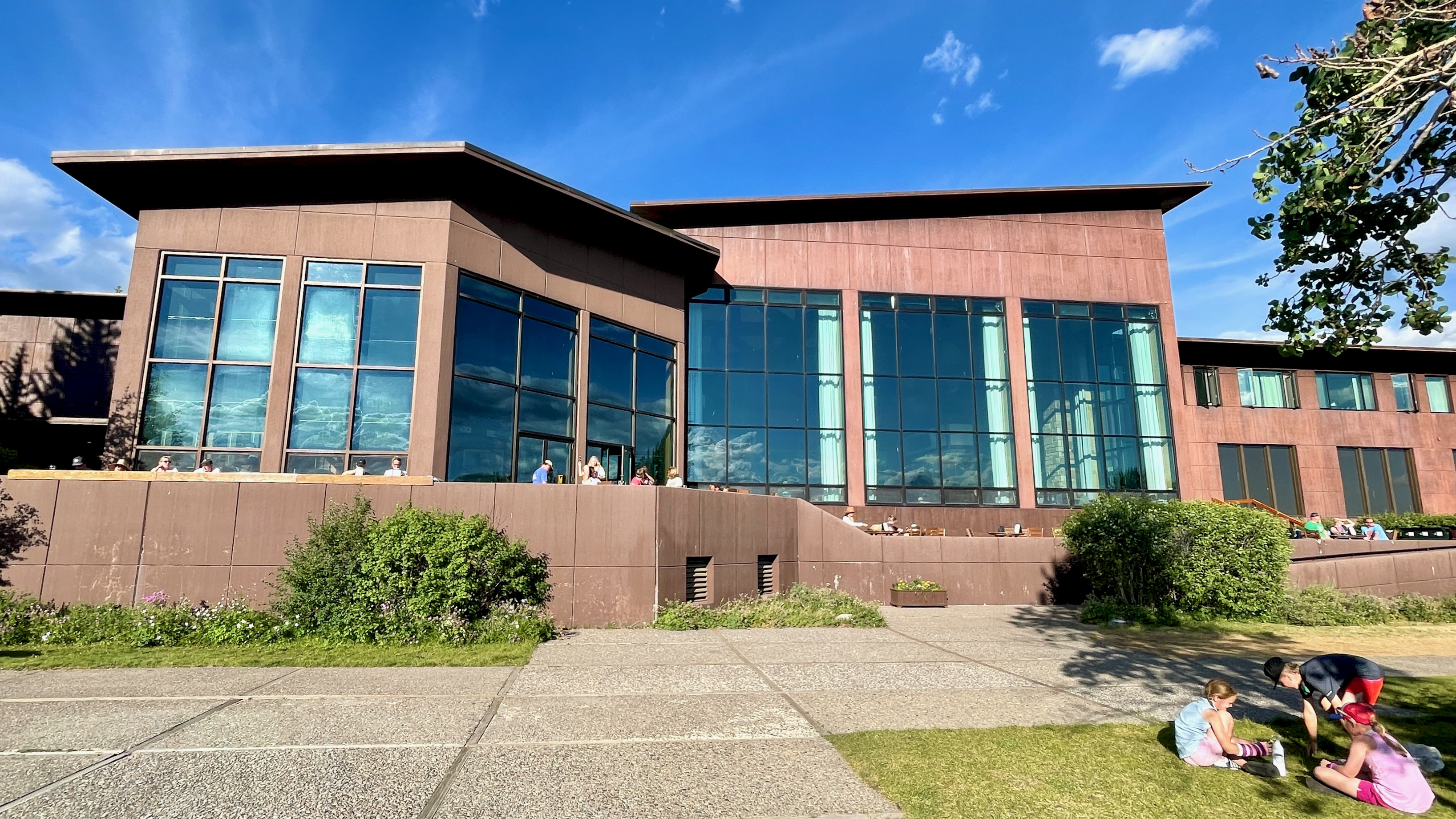
Jackson Lake Lodge

## Belege
1. ↑  Jackson Lake. In: Geographic Names Information System. United States Geological Survey, United States Department of the Interior (englisch).
2. ↑  Project details - Minidoka Project - Bureau of Reclamation. 25. September 2012, archiviert vom Original (nicht mehr online verfügbar) am 25. September 2012; abgerufen am 25. Februar 2021.  Info: Der Archivlink wurde automatisch eingesetzt und noch nicht geprüft. Bitte prüfe Original- und Archivlink gemäß Anleitung und entferne dann diesen Hinweis.
3. ↑  AllTrips.com: Jackson Lake, Grand Teton National Park Fishing, Camping, Boating. Abgerufen am 25. Februar 2021 (englisch).
4. ↑  John D. Rockefeller, Jr. Memorial Parkway - Grand Teton National Park (U.S. National Park Service). Abgerufen am 25. Februar 2021 (englisch).
5. ↑  Jackson Lake Lodge. Abgerufen am 25. Februar 2021.